# Super (Pet Shop Boys)
Super is het dertiende studioalbum van de Pet Shop Boys. Het album is in Los Angeles opgenomen met producer Stuart Price, die ook het vorige album Electric produceerde. Het album verschijnt op 1 april 2016 op x2, het eigen label van de Pet Shop Boys.

## Achtergrond
Toen het dance-georiënteerde album Electric in 2013 verscheen, werd duidelijk dat de Pet Shop Boys erg waren te spreken over de samenwerking met producer Stuart Price. Ze gaven aan dat Electric mogelijk het eerste onderdeel van een trilogie kon zijn. Zanger Neil Tennant liet eind 2014 in een interview doorschemeren dat het volgende album inderdaad dance-georiënteerd zou zijn.
Na voltooiing van de opnames, in 2015, werd duidelijk dat het nieuwe album in het voorjaar van 2016 zou verschijnen. Medio januari verscheen een mysterieuze website: whatissuper.co. In diverse steden, zoals Londen en Berlijn, hingen posters met die vraag. Op de website stond een klok die aftelde naar donderdag 21 januari, 13:00 uur GMT. Op dat moment volgden de onthulling van de albumtitel, de tracklisting en de releasedatum. Ook werden vier concerten in het Verenigd Koninkrijk aangekondigd en ging de eerste track van het nieuwe album in première: Inner Sanctum.
Het nummer The Pop Kids verscheen op 16 februari 2016 als eerste single. De openingstrack Happiness fungeerde kort voor de albumrelease als teaser op streamingdiensten als Spotify. Twenty-something, een nummer met reggaeton-invloeden, werd als tweede single uitgebracht op 24 juni.

## Tracklisting
1. Happiness - (4:04)
2. The Pop Kids - (3:55)
3. Twenty-something - (4:22)
4. Groovy - (3:29)
5. The dictator decides - (4:50)
6. Pazzo! - (2:44)
7. Inner sanctum - (4:18)
8. Undertow - (4:15)
9. Sad robot world - (3:18)
10. Say it to me - (3:08)
11. Burn - (3:53)
12. Into thin air - (4:17)